# Gert Kekstadt

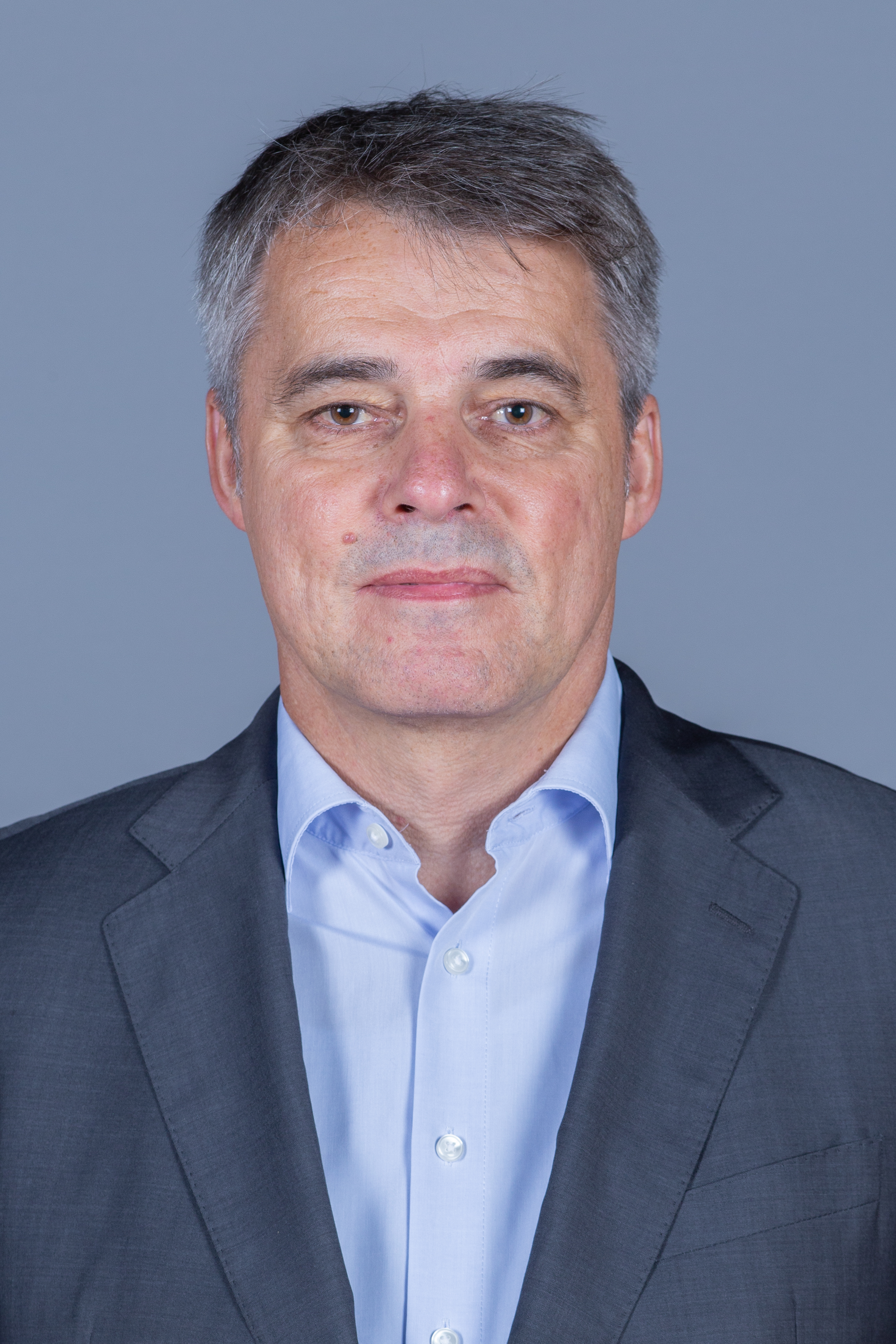
Gert Kekstadt (2018)

Gert Kekstadt (* 23. Januar 1963 in Hamburg) ist ein deutscher Politiker (SPD). Von 2011 bis 2020 war er Abgeordneter in der Hamburger Bürgerschaft.
Nach dem Studium der Wirtschaftswissenschaften und Betriebswirtschaftslehre war Kekstadt in den Jahren 1992 und 1993 Mitarbeiter einer Zeitarbeitsfirma, danach bis zum Jahr 2000 Mitarbeiter des Zentralinstituts für Transfusionsmedizin im LBK Hamburg AöR. Seit 2000 ist Kekstadt Geschäftsführer der Hamburger-Arbeit-Beschäftigungsgesellschaft (HAB), die für die Bereitstellung von 1-Euro-Jobs in Hamburg zuständig ist.
Kekstadt wurde vom Kreisverband der SPD Bergedorf (Wahlkreis 15) als Nummer 4 der Wahlliste gewählt und verpasste bei der Bürgerschaftswahl 2011 zunächst den Einzug ins Landesparlament. Als Ersatz für Ties Rabe, dessen Bürgerschaftsmandat aufgrund der Ernennung zum Senator ruhte, nahm er seit dem 23. März 2011 das Mandat als nächstberufener Bewerber wahr, weil Cornelia Schmidt-Hoffmann, die mehr Stimmen als er erhalten hatte, die Übernahme des Mandats abgelehnt hatte. Bei der Bürgerschaftswahl 2015 kandidierte Kekstadt erneut auf Platz 4 der SPD-Wahlkreisliste Bergedorf, erhielt aber kein Mandat. Als nächstberufener Bewerber nahm er aber weiterhin das Bürgerschaftsmandat für Ties Rabe wahr. Der im Jahr 2020 gewählten Bürgerschaft gehört er nicht mehr an.